# Lista de municípios de Mato Grosso do Sul por PIB (2009)
Este lista de Produto Interno Bruto (PIB) municipal de Mato Grosso do Sul é ocupada pelos municípios sul-mato-grossenses em relação ao Produto Interno Bruto (PIB) a preços correntes em 2009, segundo o Instituto Brasileiro de Geografia e Estatística (IBGE).
O Mato Grosso do Sul é um das 27 unidades federativas do Brasil dividido em 78 municípios. A cidade mais rica do estado é a capital Campo Grande, com mais de 11 bilhões de reais de PIB e em seguida, vêm Dourados com mais de 3 bilhões. Corumbá e Três Lagoas possuem PIB de mais de 2 bilhões e 200 mil cada. Já os maiores pibs per capta são os de Chapadão do Sul (35 765,28 reais), São Gabriel do Oeste (27 561,03 reais) e Corumbá (27 300,58 reais). Abaixo a relação de todos os PIBs e pibs per capta municipais de Mato Grosso do Sul:

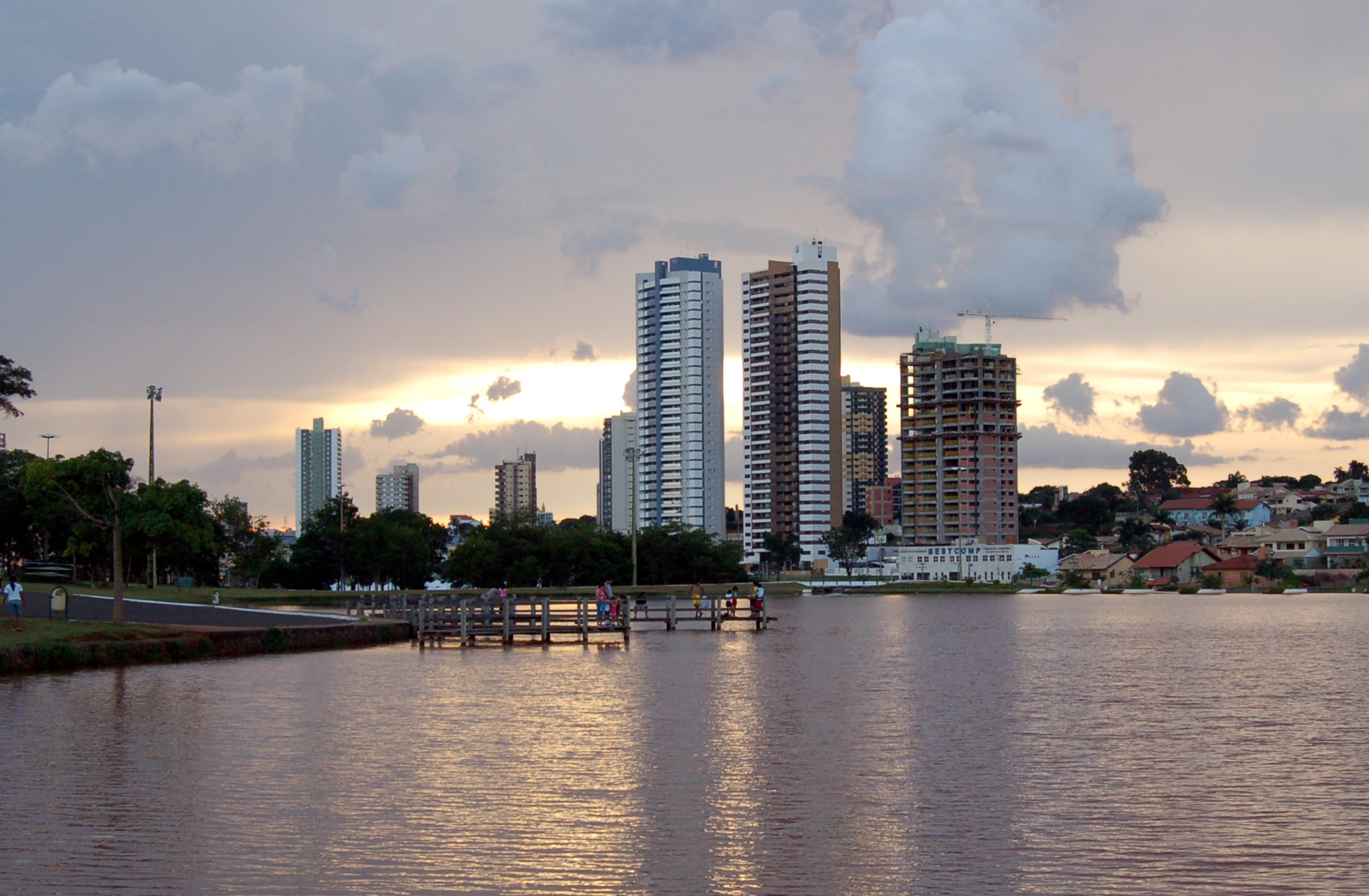
Campo Grande, primeira colocada

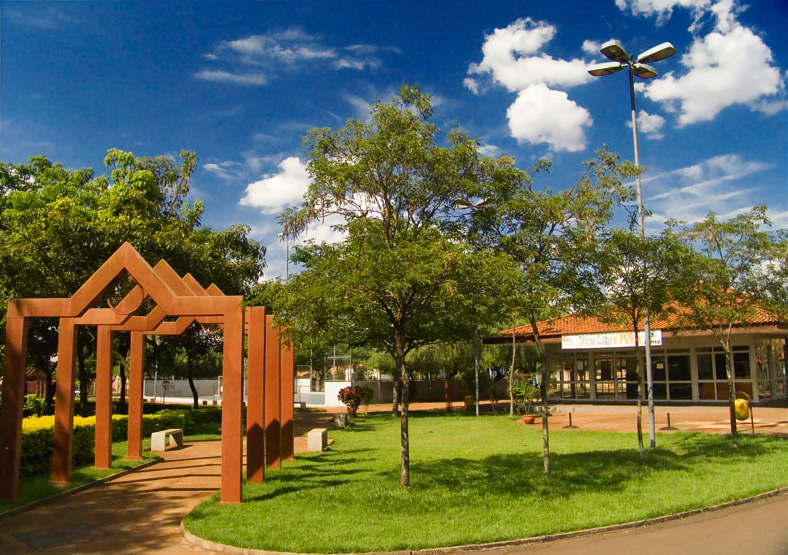
Dourados, segunda colocada

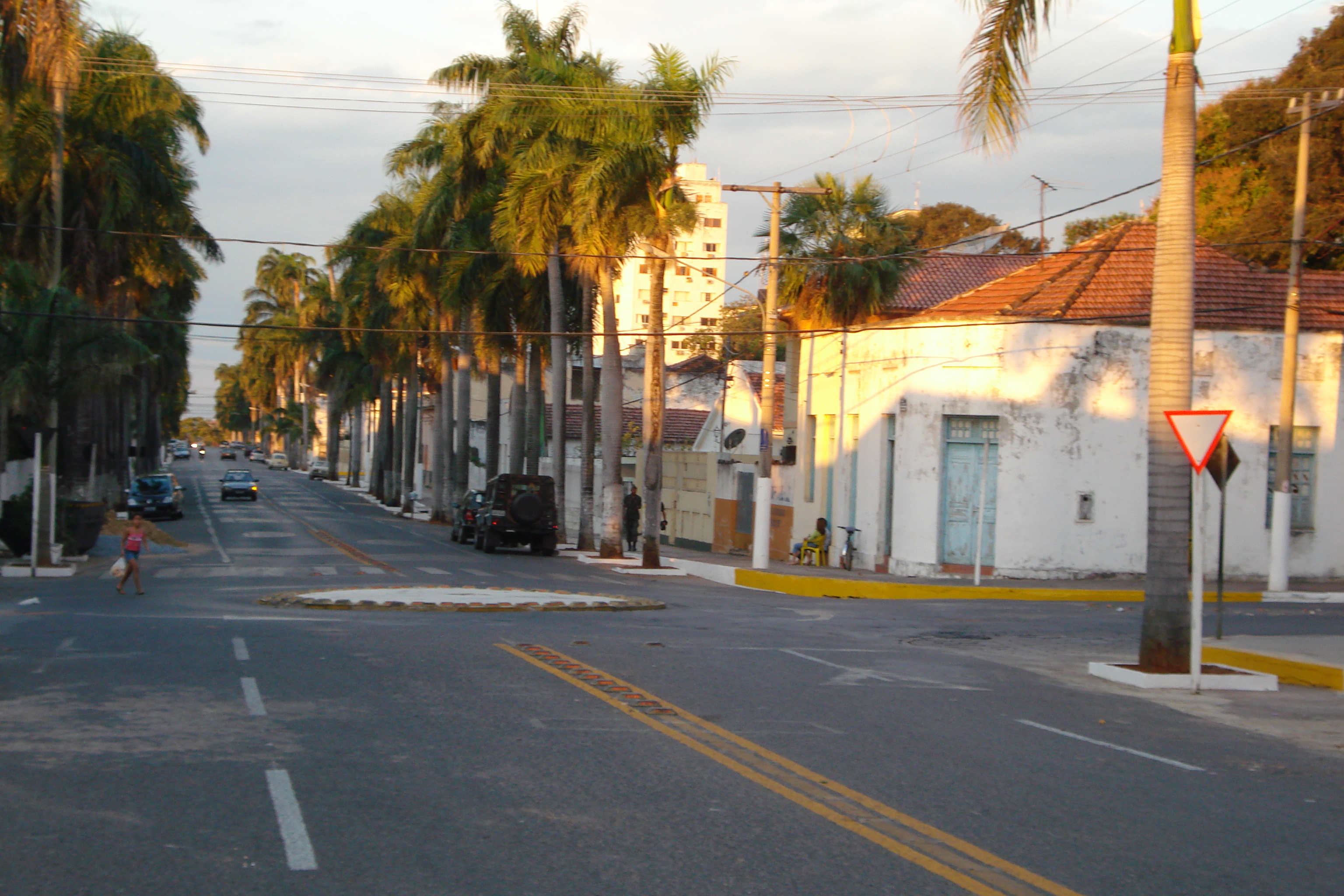
Corumbá, terceira colocada

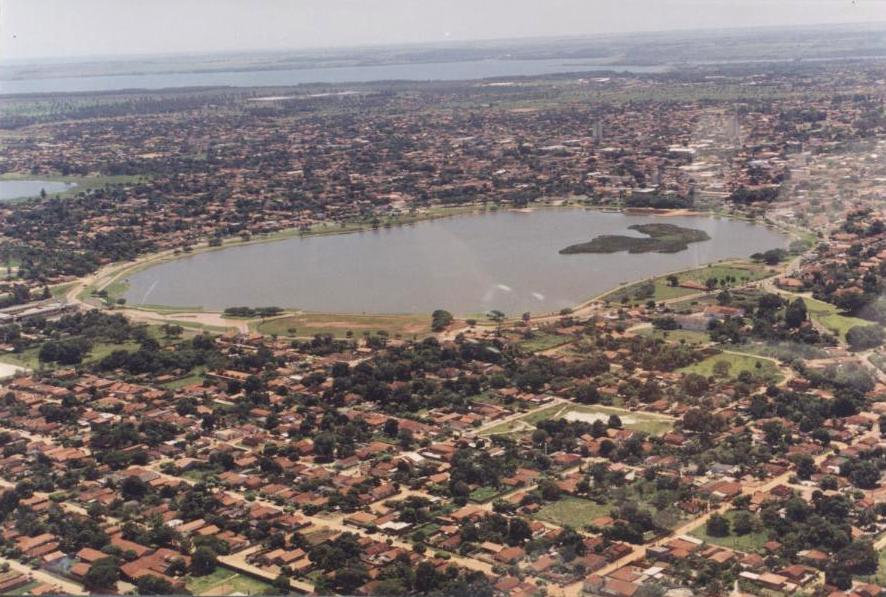
Três Lagoas, quarta colocada

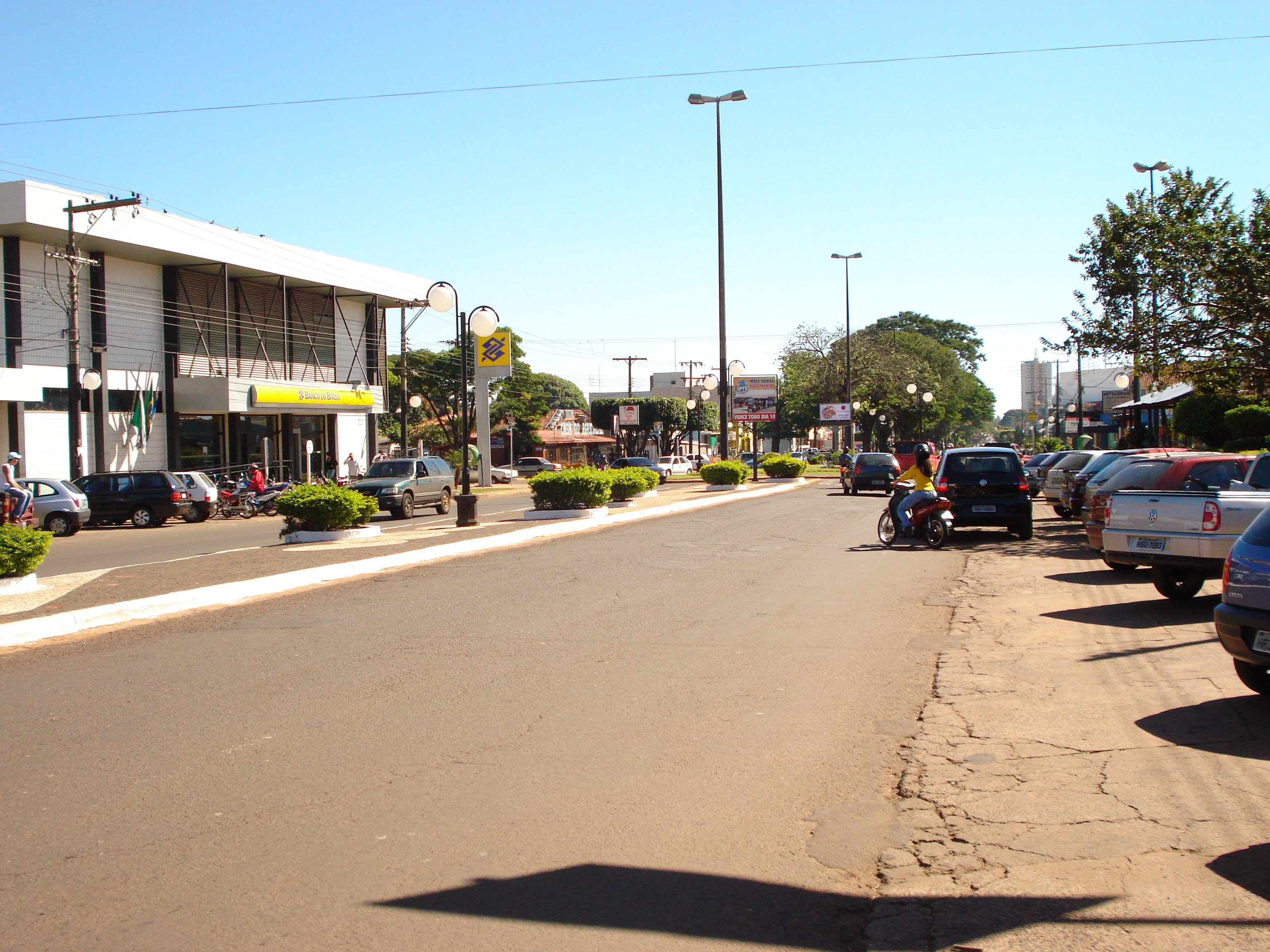
Ponta Porã, quinta colocada

| Posição | Município                | PIB (R$ 1.000,00) |
| ------- | ------------------------ | ----------------- |
| 1       | Campo Grande             | 11 645 484        |
| 2       | Dourados                 | 3 003 284         |
| 3       | Corumbá                  | 2 715 507         |
| 4       | Três Lagoas              | 2 014 697         |
| 5       | Ponta Porã               | 821 486           |
| 6       | Maracaju                 | 776 504           |
| 7       | Naviraí                  | 693 042           |
| 8       | Chapadão do Sul          | 618 489           |
| 9       | Nova Andradina           | 609 137           |
| 10      | Rio Brilhante            | 600 120           |
| 11      | São Gabriel do Oeste     | 596 696           |
| 12      | Sidrolândia              | 568 998           |
| 13      | Paranaíba                | 515 596           |
| 14      | Aquidauana               | 453 319           |
| 15      | Costa Rica               | 414 671           |
| 16      | Ribas do Rio Pardo       | 407 836           |
| 17      | Coxim                    | 407 917           |
| 18      | Caarapó                  | 359 395           |
| 19      | Bataguassu               | 357 574           |
| 20      | Amambai                  | 355 783           |
| 21      | Aparecida do Taboado     | 349 332           |
| 22      | Água Clara               | 331 289           |
| 23      | Cassilândia              | 273 077           |
| 24      | Sonora                   | 258 012           |
| 25      | Nova Alvorada do Sul     | 239 135           |
| 26      | Camapuã                  | 231 829           |
| 27      | Itaporã                  | 230 821           |
| 28      | Porto Murtinho           | 227 899           |
| 29      | Rio Verde de Mato Grosso | 226 358           |
| 30      | Miranda                  | 223 395           |
| 31      | Jardim                   | 217 906           |
| 32      | Iguatemi                 | 215 600           |
| 33      | Ivinhema                 | 215 206           |
| 34      | Bonito                   | 214 123           |
| 35      | Bela Vista               | 212 849           |
| 36      | Aral Moreira             | 208 041           |
| 37      | Anastácio                | 202 939           |
| 38      | Brasilândia              | 197 892           |
| 39      | Itaquiraí                | 190 196           |
| 40      | Terenos                  | 179 691           |
| 41      | Mundo Novo               | 175 221           |
| 42      | Batayporã                | 169 988           |
| 43      | Fátima do Sul            | 161 347           |
| 44      | Nioaque                  | 158 080           |
| 45      | Antônio João             | 154 354           |
| 46      | Santa Rita do Pardo      | 146 599           |
| 47      | Inocência                | 141 434           |
| 48      | Angélica                 | 133 024           |
| 49      | Bodoquena                | 127 830           |
| 50      | Eldorado                 | 121 478           |
| 51      | Ladário                  | 120 052           |
| 52      | Laguna Carapã            | 114 867           |
| 53      | Pedro Gomes              | 112 091           |
| 54      | Bandeirantes             | 109 730           |
| 55      | Anaurilândia             | 106 113           |
| 56      | Guia Lopes da Laguna     | 103 998           |
| 57      | Deodápolis               | 102 620           |
| 58      | Selvíria                 | 98 677            |
| 59      | Tacuru                   | 94 785            |
| 60      | Dois Irmãos do Buriti    | 97 026            |
| 61      | Glória de Dourados       | 93 563            |
| 62      | Alcinópolis              | 92 977            |
| 63      | Coronel Sapucaia         | 88 014            |
| 64      | Jaraguari                | 85 223            |
| 65      | Sete Quedas              | 83 202            |
| 66      | Rochedo                  | 80 850            |
| 67      | Caracol                  | 74 385            |
| 68      | Jateí                    | 73 540            |
| 69      | Paranhos                 | 71 294            |
| 70      | Corguinho                | 68 084            |
| 71      | Vicentina                | 60 769            |
| 72      | Juti                     | 60 655            |
| 73      | Rio Negro                | 55 235            |
| 74      | Figueirão                | 53 628            |
| 75      | Novo Horizonte do Sul    | 52 382            |
| 76      | Taquarussu               | 46 686            |
| 77      | Douradina                | 46 229            |
| 78      | Japorã                   | 39 353            |
| —       | Paraíso das Águas        | —                 |
| —       | Total estadual           | 36 368 094        |